# Joan Armatrading
Joan Armatrading (Basseterre (Saint Kitts), 9 december 1950) is een Brits zangeres, songwriter en gitarist. Haar repertoire is niet onder één noemer te plaatsen; haar muziek omvatte aanvankelijk elementen uit de rock, rhythm-and-blues en folk en later ook uit de jazz en reggae.

## Biografie

### Jaren 70 en 80
Armatrading groeide op in Birmingham, Engeland. Ze bracht in 1972 haar eerste album uit (Whatever's for us). In 1980 had ze in Nederland een Top 40-notering met Rosie. In Vlaanderen had ze in 1981 een kleine hit met het nummer I'm lucky van het album Walk Under Ladders.

### Jaren 90, 00 en 10
In 2008 werkten zij en andere bekende artiesten mee aan het album Songs for Tibet, een steunbetuiging aan Tibet en dalai lama Tenzin Gyatso. Songs for Tibet verscheen daags voor de opening van de Olympische Zomerspelen 2008, die in de Volksrepubliek China werden gehouden.
Op 11 mei 2018 was Armatrading te gast in de Graham Norton Show; ze vertolkte haar laatste single I Like It When We're Together.
Op 27 september 2019 zond BBC4 de documentaire Joan Armatrading: Me Myself I uit.

### Boek
In november 2022 kwam haar boek The Weakness in Me uit. Een boek met heel veel songteksten uit haar platen.

## Discografie

### Albums
| Album met eventuele hitnotering(en) in de Nederlandse Album Top 100 | Datum van verschijnen | Datum van binnenkomst | Hoogste positie | Aantal weken | Opmerkingen                       |
| ------------------------------------------------------------------- | --------------------- | --------------------- | --------------- | ------------ | --------------------------------- |
| Whatever’s for us                                                   | 1972                  | -                     |                 |              |                                   |
| Back to the night                                                   | 1974                  | -                     |                 |              |                                   |
| Joan Armatrading                                                    | 1976                  | -                     |                 |              |                                   |
| Show some emotion                                                   | 1977                  | -                     |                 |              |                                   |
| To the limit                                                        | 1978                  | -                     |                 |              |                                   |
| How cruel                                                           | 1979                  | -                     |                 |              | Ep                                |
| Steppin’ out                                                        | 1979                  | -                     |                 |              |                                   |
| Me, myself, I                                                       | 1980                  | 31-05-1980            | 8               | 16           |                                   |
| Walk under ladders                                                  | 1981                  | 19-09-1981            | 11              | 10           |                                   |
| The key                                                             | 1983                  | 19-03-1983            | 11              | 10           |                                   |
| Track records                                                       | 1983                  | -                     |                 |              | Verzamelalbum                     |
| Secret secrets                                                      | 1985                  | 23-02-1985            | 33              | 9            |                                   |
| Sleight of hand                                                     | 1986                  | 07-06-1986            | 49              | 9            |                                   |
| The shouting stage                                                  | 1988                  | 06-08-1988            | 29              | 8            |                                   |
| Hearts and flowers                                                  | 1990                  | -                     |                 |              |                                   |
| The very best of ...                                                | 1991                  | -                     |                 |              | Verzamelalbum                     |
| Square the circle                                                   | 1992                  | -                     |                 |              |                                   |
| What’s inside                                                       | 1995                  | -                     |                 |              |                                   |
| Love and affection (1971-1992)                                      | 1996                  | -                     |                 |              | Verzamelalbum                     |
| Lullabies with a difference                                         | 1998                  | -                     |                 |              |                                   |
| The messenger                                                       | 1999                  | -                     |                 |              | A tribute song for Nelson Mandela |
| Drop the pilot – Best (1971-1995)                                   | 2001                  | -                     |                 |              | Verzamelalbum                     |
| Lovers speak                                                        | 2003                  | -                     |                 |              |                                   |
| Love and affection (Classics 1975-1983)                             | 2003                  | -                     |                 |              |                                   |
| Live all the way from America                                       | 2004                  | -                     |                 |              |                                   |
| Into the blues                                                      | 13-04-2007            | 21-04-2007            | 78              | 2            |                                   |
| This charming life                                                  | 05-03-2010            | 13-03-2010            | 64              | 1            |                                   |
| Live at Royal Albert Hall                                           | 2011                  |                       |                 |              |                                   |
| Starlight                                                           | 2012                  |                       |                 |              |                                   |
| Tempest Songs                                                       | 2016                  |                       |                 |              |                                   |
| Me Myself I - World tour                                            | 2016                  |                       |                 |              |                                   |
| Not Too Far Away                                                    | 2018                  |                       |                 |              |                                   |
| Consequences                                                        | 2021                  |                       |                 |              |                                   |

### Singles
| Single met eventuele hitnotering(en) in de Nederlandse Top 40 | Datum van verschijnen | Datum van binnenkomst | Hoogste positie | Aantal weken | Opmerkingen              |
| ------------------------------------------------------------- | --------------------- | --------------------- | --------------- | ------------ | ------------------------ |
| Lonely lady                                                   | 1973                  | -                     |                 |              |                          |
| Love and affection                                            | 1976                  | -                     |                 |              |                          |
| Rosie                                                         | 1980                  | 17-05-1980            | 15              | 8            | #19 in de Single Top 100 |
| Me, myself, I                                                 | 1980                  | 26-07-1980            | tip13           | -            | #38 in de Single Top 100 |
| All the way from America                                      | 1980                  | -                     |                 |              |                          |
| I'm lucky                                                     | 1981                  | 12-09-1981            | tip2            | -            | #42 in de Single Top 100 |
| No love                                                       | 1981                  | -                     |                 |              |                          |
| Drop the pilot                                                | 1983                  | -                     |                 |              |                          |
| (I love it when you) Call me names                            | 1983                  | -                     |                 |              |                          |
| Temptation                                                    | 1985                  | -                     |                 |              |                          |
| Kind words                                                    | 1985                  | -                     |                 |              |                          |
| The shouting stage                                            | 1988                  | -                     |                 |              |                          |
| Living for you                                                | 1988                  | -                     |                 |              |                          |
| More than one kind of love                                    | 1990                  | -                     |                 |              |                          |
| Love and affection                                            | 1991                  | -                     |                 |              |                          |
| Wrapped around her                                            | 1993                  | -                     |                 |              |                          |

### NPO Radio 2 Top 2000
| Nummer met noteringen in de NPO Radio 2 Top 2000 | '99  | '00 | '01  | '02  | '03  | '04  | '05  | '06  | '07 | '08  | '09  | '10  | '11 | '12  | '13  |
| ------------------------------------------------ | ---- | --- | ---- | ---- | ---- | ---- | ---- | ---- | --- | ---- | ---- | ---- | --- | ---- | ---- |
| Rosie                                            | 1577 | -   | 1685 | 1903 | 1248 | 1592 | 1955 | 1971 | -   | 1922 | 1894 | 1969 | -   | 1932 | 1994 |

1. ↑  Een '-' betekent dat het nummer niet was genoteerd en een vetgedrukt getal geeft de hoogste notering aan.
2. ↑  Deze tabel is bijgewerkt tot en met de meest recente editie (2024).